# Rintje Ritsma
Robert Rintje Ritsma (Lemmer, 13 aprile 1970) è un ex pattinatore di velocità su ghiaccio olandese.

## Palmarès

### Olimpiadi
- Argento a Lillehammer 1994 nei 1 500 metri.
- Argento a Nagano 1998 nei 5 000 metri.
- Bronzo a Lillehammer 1994 nei 5 000 metri.
- Bronzo a Nagano 1998 nei 1 500 metri.
- Bronzo a Nagano 1998 nei 10 000 metri.
- Bronzo a Torino 2006 nell'inseguimento a squadre.

### Mondiali - Completi
- Oro a Baselga di Piné 1995.
- Oro a Inzell 1996.
- Oro a Hamar 1999.
- Oro a Budapest 2001.
- Argento a Heerenveen 1998.
- Argento a Göteborg 2003.
- Bronzo a Hamar 1993.
- Bronzo a Göteborg 1994.
- Bronzo a Milwaukee 2000.

### Mondiali - Distanza singola
- Oro a Varsavia 1997 nei 1 500 metri.
- Oro a Varsavia 1997 nei 5 000 metri.
- Argento a Varsavia 1997 nei 10 000 metri.
- Argento a Calgary 1998 nei 5 000 metri.
- Bronzo a Heerenveen 1999 nei 1 500 metri.

### Europei
- Oro a Hamar 1994.
- Oro a Heerenveen 1995.
- Oro a Heerenveen 1996.
- Oro a Helsinki 1998.
- Oro a Heerenveen 1999.
- Oro a Hamar 2000.
- Argento a Heerenveen 1997.
- Argento a Heerenveen 2003.
- Bronzo a Heerenveen 1992.
- Bronzo a Heerenveen 1993.